# Stazione di Brandizzo
La stazione di Brandizzo è una stazione ferroviaria per passeggeri posta sulla linea Torino-Milano, a servizio del comune di Brandizzo.

## Storia
L'idea per la realizzazione della stazione di Brandizzo nacque già nel 1851: in quell'anno, il 26 novembre, il consiglio comunale deliberava di acquistare due azioni della società ferroviaria. L'anno dopo, il 6 novembre 1852, lo stesso consiglio chiedeva, unitamente ai comuni di Volpiano e San Raffaele che a Brandizzo sorgesse almeno una fermata del treno e anche una stazione. Nel frattempo iniziarono i lavori e venivano indennizzati i proprietari dei suoli occupati dalla ferrovia per un importo di 9.777 lire. La richiesta della stazione non fu accolta e ad esprimersi in senso negativo fu lo stesso ingegnere Jackson Woodhouse, cui aveva approvato la legge dal parlamento subalpino, un contratto dato dall'imprenditore Thomas Brassey per una linea a binario unico. Il comune di Brandizzo rivolse allora vari ricorsi al ministero dei lavori pubblici e alla società costruttrice, la quale il 7 giugno del 1855 comunicava che la fermata presso l'abitato di Brandizzo si sarebbe avuta in concomitanza con il passaggio del primo treno sulla linea, avvenuta il 1º maggio dello stesso anno. Per almeno 30 anni Brandizzo avrebbe continuato a inoltrare istanze a tutti i livelli per ottenere quella stazione, ma fu così che nel 1885, con il raddoppio dei binari si riuscì a espandersi dell'centro abitato, dove si aumentavano i disagi dovuti alla barriera costituita dal passaggio a livello.
Il fabbricato viaggiatori fu costruito nel 1881.

### Prime realizzazioni
Nel 1929 il Comune stesso incaricava almeno un professionista per lo studio di una realizzazione di una passerella pedonale, un'iniziativa che non fu mai realizzata. Nel 1970 fu realizzato un nuovo sottopassaggio pedonale dato dalle FSI e con il concorso del Comune. Nel 2016 ci furono dei lavori di completamento relativi alla soppressione dei passaggi a livello e realizzati almeno due sottopassaggi veicolari che servivano a riunificare il territorio di Brandizzo.
Dal 2017 fu inaugurato un percorso espositivo.
Dal 2012 è sulla linea SFM2 del servizio ferroviario metropolitano di Torino.

### Storia recente (2023)
Nella notte del 30 agosto, esattamente alle 23:49, un treno in corsa a 160 chilometri orari investì cinque operai al lavoro sulla linea, che persero la vita.
Le vittime furono: Michael Zanera, 34 anni, nativo di Vercelli; Giuseppe Sorvillo, 43 anni, di Brandizzo; Saverio Giuseppe Lombardo, 52 anni, di Vercelli; Giuseppe Aversa, 49 anni, di Chivasso; e Kevin Laganà, di 22 anni, anch'egli di Vercelli. Tutti facevano parte del team di lavoratori della Si.gi.fer di Borgo Vercelli. I corpi furono rinvenuti a una distanza di 300 metri dal luogo dell'incidente, dopo l'impatto con il convoglio.

## Movimento
A Brandizzo si fermano principalmente i treni della linea 2 Pinerolo-Chivasso del servizio ferroviario metropolitano di Torino e i regionali Torino-Novara.

## Strutture e impianti
La stazione è composta da due binari passanti in cui un binario ha una biglietteria automatica, una sala d'attesa (attualmente chiusa al pubblico) e un'edicola; nell'altro binario vi sono due panchine pubbliche con una tettoia.

## Interscambi
Nei pressi della stazione ci sono delle fermate di diverse linee della rete bus extraurbana della GTT.

## Servizi
La stazione dispone di:
- Sala d'attesa
- Biglietteria automatica
- Servizi igienici
- Parcheggio di scambio
- Sottopassaggio
- Edicola